# Курагаты
Курагаты (Курагата; каз. Қорағаты, Құрағаты) — река в Жамбылской области Казахстана. Левый приток реки Чу.
Река начинается к северу от склонов Киргизского хребта в окрестностях села Луговой. Затем протекает по восточной окраине пустыни Муюнкум, где теряет значительную часть своих вод. Впадает в Чу неподалёку от села Кенес. Высота устья над уровнем моря — 411,8 м.
Длина реки составляет 184 км, площадь бассейна — 8760 км² (включая бессточные участки). По другим данным, длина реки — 172 км, площадь бассейна — 5840 км².
Питание снегово-дождевое. Когда русло достигает песков Муюнкума, вода в реке становится солёной. Средний расход воды, измеренный в 78 км от устья, составляет 2,36 м³/с; измеренный возле села Кенес (неподалёку от устья) — 3,63 м³/с.
Вода Курагаты используется для орошения близлежащих территорий.